# Räimi järv
Räimi järv är en sjö i Estland.   Den ligger i landskapet Valgamaa, i den södra delen av landet, 220 km söder om huvudstaden Tallinn. Räimi järv ligger 73 meter över havet.  I omgivningarna runt Räimi järv växer i huvudsak blandskog.